# Brachymeria pseudamenocles
Brachymeria pseudamenocles är en stekelart som beskrevs av Masi 1943. Brachymeria pseudamenocles ingår i släktet Brachymeria och familjen bredlårsteklar.
Artens utbredningsområde är Somalia. Inga underarter finns listade.